# Noriska
Noriska är ett keltiskt fastlandsspråk. Det finns dokumenterat endast i två fragment från den romerska provinsen Noricum. Det ena fragmentet hittades i Grafenstein (Österrike), det andra i Ptuj (Slovenien). Noriska har förmodligen nära paralleller till galliska. Det är inte känt när detta språk slutade användas.

## Inskriptioner

### Pettau inskription
Pettauer (Ptuj) -inskriptionen på en krukskärva som upptäcktes 1894, är skriven med det antika italienska alfabetet.
"ARTEBUDZBROGDUI"
"Artebudz [son till] Brogduos." 
Namnet Artebudz kan betyda björnpenis, medan brogduos kan härledas från brog-, mrog- land.  Alternativt kan inskriptionen också tolkas enligt följande: Artebudz [gjorde detta för] Brogdos, med det andra namnet i dativ. 

### Grafensteiner inskription

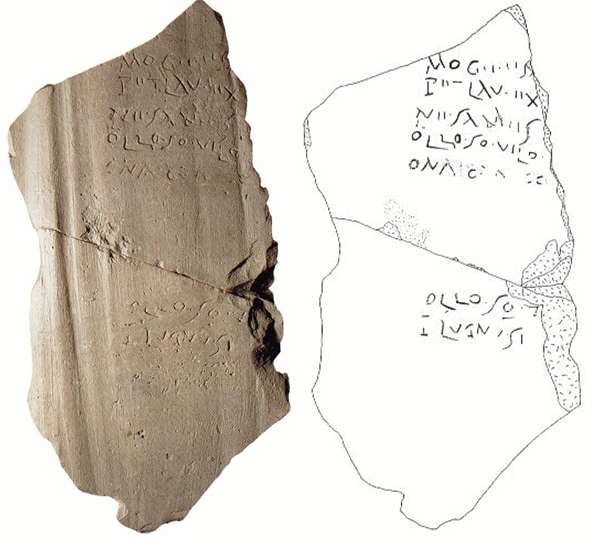
Grafenstein inskription & faksimil.

Grafenstein-inskriptionen, på en flisa från 2:a århundradet, hittades i en grusgrop 1977. Den är ofullständig och därför är olika tolkningar möjliga.

"MOGE · ES[

P· II- LAV · EX[

ṆE · SAḌỊÍES[

OLLO · SÅ · VILO[

ỌNẠ C[...]

OLLO · SO · ? [

P LṾGNṾ · SI"

Moge verkar vara ett personnamn, P· II- lav en latinsk förkortning för en vikt, ne sadiíes ett verb med den möjliga betydelsen "inte fast", ollo så möjligen "detta belopp" och Lugnu ett annat personnamn. Följaktligen kan texten vara ett register över finansiella transaktioner. 
Andra avläsningar av inskriptionen presenterades också, till exempel:

"MOGE · ES+[---]

PET(?) LAV · EX[---]

NE · SAMES[---]

OLLO · SÅ · VILO · [---]

ONA O(?) + ++

OLLO · SO ·+

+ LVGNI · SI"

och

"MOGV · CISS [---

PETILAV · IEX[---

NE · SADIIES[---

OLLO · SÅ · VILO · [---

ONA DOM... OC[

OLLO · SÅ · Via. [

ILVGNV.SI["